# ケルチ鉄道橋
ケルチ鉄道橋（ケルチてつどうきょう、ロシア語: Керченский железнодорожный мост）またはケルチ橋（ケルチきょう、ロシア語: Керченский мост）は、第二次世界大戦末期の短期間、黒海とアゾフ海を結ぶケルチ海峡にかけられていたソビエト連邦の鉄道橋である。1944年から1945年にかけて建設がすすめられ、部分的に開通したものの、工事の遅れと嵐や流氷による損傷のため、1945年に解体された。クラスノダール地方のチュシュカ砂嘴とクリミア自治ソビエト社会主義共和国のケルチ半島を結び、総延長は4.5 km (2.8 mi)で、当時ソ連で最も長い橋であった。
赤軍がナチス・ドイツからクリミア半島を解放して間もない1944年春、橋の建設が始まった。ナチス・ドイツもクリミア半島占領中に橋の建設を試みていたが未完に終わり、あとに残された建材がソ連の橋梁建設に流用された。1944年秋には橋を通じた輸送が始まったが、橋全体が完成したわけではなかった。12月には嵐により損傷を受け、工事が遅滞した。この時点では橋脚の土台しか完成していなかった。1945年2月にはアゾフ海からの流氷の直撃を受け、橋脚が破壊された。修復計画は却下され、間もなく未完成の橋の残骸は解体された。

## 歴史

### ケルチ海峡への架橋構想
ケルチ海峡に橋を架けるという構想は、1903年にまでさかのぼるとされている。この時にはクリミア半島とタマン半島を結ぶ鉄道橋が計画されていた。具体的な建設予定地については、イエニカレとチュシュカ砂嘴を結ぶ北案と、トゥーズラ砂嘴を経由して海峡を渡る南案があった。北案は既存の鉄道網の延長により実現できるので安上がりだが、線路が遠回りになるのと、タマン半島でより発展している北部を素通りしてしまうという欠点があった。そのため最終的には南案が採用され、1910年にロシア皇帝ニコライ2世が計画ルートの地盤調査を認可した。しかしその後第一次世界大戦とロシア革命が勃発し、橋の建設計画は頓挫した。以降第二次世界大戦中にドイツがソ連に侵攻するまで、ケルチ海峡に常設の橋梁を建設するという計画は試みられなかった。

### ドイツによる貨物索道・橋梁建設
1941年、独ソ戦が勃発すると、軍事輸送を安定させるため、両陣営がケルチ海峡への架橋計画に注目するようになった。1942年にドイツがケルチ海峡の両岸を占領すると、同年中にトート機関が海峡を横断する貨物索道の建設を開始し、1943年に完成した。この貨物索道は1日で1,000トンを輸送する能力があり、クバンで守勢に回っていたドイツ第17軍に十分な量の補給を提供できた。1943年3月7日、ドイツ総統アドルフ・ヒトラーは、北コーカサスへの攻勢を後押しするべく、ケルチ海峡に6か月で鉄道道路併用橋を建設するよう命じた。4月に建設が始まったものの、まだ完成を見ていない9月にはドイツ軍の橋頭堡がソ連軍の集中攻撃を受けるようになり、ドイツ軍の撤退が加速していく事態となった。ドイツ国防軍は、撤退する際に橋の完成していた部分を爆破し、貨物索道も破壊した。

### ソ連による鉄道橋建設

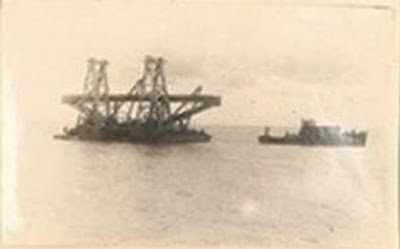
輸送中の橋梁（1944年）

ソ連は、ドイツが建設して残していった輸送インフラを詳しく調べ上げた。1943年6月、ソ連情報機関はドイツがケルチ海峡への架橋を進めていたことを知ってから、その調査に特に注力するようになった。ソ連軍は貨物索道を再建し、11月のクリミア半島への上陸作戦（ケルチ＝エリチゲン作戦）に利用した。またソ連は橋梁の建設にも意欲を持っていた。1944年1月、ソ連国家防衛委員会は7月15日までにケルチ海峡に4.5キロメートル (2.8 mi)に鉄道橋をかけるよう命じた。なおこの指令の時点では、まだケルチが完全にソ連の支配下に戻ったわけではなく、クリミア攻勢中の4月11日にようやくケルチ全域が解放されることになる。ケルチが解放された頃には設計が進められており、東岸の道路にあわせてコーカサスの海岸の土手道の上に橋が建設されはじめられた。建設現場を空襲や偵察機から守るため、対空陣地470か所、対空砲294門、サーチライト132個、守備隊96人、レーダー2基が設置された。
完成を急ぐため、橋を開通させたうえで補強するという2段階に分けて建設がすすめられたが、政府が要求する工期に間に合わせるのは不可能だった。結局建設には7か月を要し。1944年11月3日に初めて鉄道が橋を渡った。この時点では橋として最低限の第一段階が終わっただけで、まだ嵐や流氷から橋を守るための工程が大量に残されていた。1944年12月になると、著しい悪天候や頻繁な冬の嵐の影響で工事はなかなか完成を見ず、そればかりか橋の構造へのダメージが蓄積されていった。特に強烈な嵐が襲った際には、艀が暴走して東の土手道に激突、破壊してしまった。

### 建設断念と解体
1945年2月、北東からの風でアゾフ海から流れてきた流氷が、まだ5本の橋脚しか基礎の保護がすんでいなかった未完成の橋を直撃し、致命的なダメージを与えた。2月18日から19日にかけての流氷は橋脚24本を破壊し、橋桁110本のうち26本が海に落ちた。20日までには、橋脚42本、橋桁48本が失われていた。3月にはそれぞれ46本、53本が破壊され、橋脚2357本のうち1016本が甚大な損傷を負っていた。ソ連軍は流氷を砲撃して砕いたり移動させたりしたがあまり効果がなく、流氷を爆撃するという案も悪天候のため実現しなかった。また砕氷船の投入も試みられたが、ケルチ海峡の建設現場まで到達できなかった。
橋の建設が失敗した最大の要因は、橋の保護を第二段階へ後回しにしたために、自然に対する防護がおろそかになっていたことであった。また設計ミスや建設ミスが橋の崩壊につながった部分もある。橋桁が短い設計は、流氷が流れるアゾフ海にかける橋として不適当であった。しっかりと技術的調査がなされなかったために流氷対策が不十分で、建設に際しても技術、物資、労働力いずれもが不足していた。その原因をたどれば、多くは極端に完成を急がせたり、ドイツが置き去りにした資材に頼りすぎていた体制の問題に行き着くといえる。
設計上問題があったということは、仮に橋が完成したとしても、いずれは1945年2月のような崩壊事故を起こしていた可能性がある。修理には莫大な費用が掛かると想定され、修理しても無駄に終わる可能性が否定できないことから、破壊された橋を修復し復活させるのは絶望的であった。1945年3月31日、国家防衛委員会は橋の修復は不可能であると判断し、橋の残骸は解体されることとなった。

## 設計
鉄道橋はチュシュカ砂嘴の1 km (0.62 mi)におよぶ石造堤防を起点とし、イエニカレ半島のジュコーフカとオパースノイェの間の低標高海岸に至っていた。橋脚は全長30 m (98 ft)、鉄道橋全体では長さ4.5 km (2.8 mi)、幅約 3 m (9.8 ft)で、橋桁は111本で基本的に全長27.3 m (90 ft)であり、可動式の橋桁2本が27 m (89 ft)、同じく可動式の橋桁2本が55 m (180 ft)あった。可動橋桁は旋回式で、アゾフ海と黒海を船が行き来する際には水平に回転して航路を開けるように設計されていた。
橋の建設と同時に、コーカサス側のセンノイから橋を渡ってクリミア側の ケルチ冶金工場に至る鉄道の建設も進められた。またその路線の両端から既存の鉄道網につながるように、ポルト・カフカス駅-センノイ駅（46 km (29 mi)）、クルィム駅-ケルチ駅（18 km (11 mi)）の鉄道建設も行われた。

## その後
1945年の時点では失敗に終わったものの、ソ連政府はすぐにはケルチ海峡に橋を架ける構想を放棄しなかった。1949年には改めて鉄道道路併用橋を建設するよう指令が出されており、すでにその2年前から準備が始められていた。しかしこの計画も1950年に中止され、代わりに両岸を往復する連絡船が運航するようになった。
1991年のソビエト連邦崩壊により、ケルチ海峡は単なる海峡というだけでなく、ロシアとウクライナという独立国間の国境にもなっていた。しかしソ連が鉄道橋の建設を目指してから70年後の2014年、ロシアがクリミア半島を併合した。国際連合総会による併合を無効とみなす決議を無視し、ウクライナとの関係が悪化の一途をたどる中、ロシアはケルチ海峡に鉄道道路併用橋を建設し、クリミア大橋と名付けた。この橋は2018年に道路が開通し、2019年末に旅客列車が、2020年に貨物列車が運行を開始した。